# Pallacanestro Olimpia Milano
La Pallacanestro Olimpia Milano, conosciuta per motivi di sponsorizzazione come EA7 Emporio Armani Milano, è una società di pallacanestro italiana con sede nel capoluogo lombardo. 
È la squadra più titolata d'Italia e una delle più vincenti in Europa. Vanta infatti 31 scudetti, 8 Coppe Italia, 5 Supercoppe e, a livello internazionale, 3 Coppe dei Campioni e altrettante Coppe delle Coppe, 2 Coppe Korać e una Coppa Intercontinentale.
Nel 2016 è stata inserita nella Italia Basket Hall of Fame.

## Storia

### La nascita e l'era Borletti

Il quintetto della Borletti Milano campione d'Italia nel 1936-1937

La nascita della Pallacanestro Olimpia Milano è datata tradizionalmente 1936 (anno della vittoria del primo scudetto), come indicato anche nel logo societario. In realtà l'Olimpia nacque nel 1930 con la denominazione "Dopolavoro Borletti", quando i dirigenti della Fratelli Borletti decisero di formare una squadra di impiegati: la compagine giocava con la maglia granata. La Borletti vinse 4 scudetti consecutivi, dal 1936 al 1939.
Nel 1945 Adolfo Bogoncelli fondò la "Triestina Milano": la società era finanziata dal Partito d'Azione e si rispecchiava nella cosiddetta "triestinità", nel periodo in cui la città era contesa tra Italia e Jugoslavia. In squadra giocavano molti cestisti giuliani, tra i quali spiccava Cesare Rubini. Nel 1946 il Partito d'Azione smise di sovvenzionare la Triestina Milano e Bogoncelli trasferì tutta la squadra in riva al Lario, chiamandola Pallacanestro Como e iscrivendola al campionato di Serie A. Nell'immediato dopoguerra la squadra del "Dopolavoro Borletti" venne allenata da Umberto Fedeli, dipendente della società e atleta partecipante alla prima partita in assoluto della nazionale italiana di pallacanestro il 4 aprile 1926.
Nel 1947, con la Borletti in Serie B, Bogoncelli ebbe l'idea di spostare la squadra “Triestina” nel capoluogo regionale. Nel 1948 la Borletti fu promossa, e le due società si fusero. Il marchio "Borletti" apparve sulle maglie, divenendo il primo sponsor nella storia dello sport italiano. Bogoncelli ebbe anche l'intuizione di indicare il 1936 come anno di nascita della squadra: anno che coincideva con quello della vittoria del primo campionato da parte della Borletti.

### Il marchio Simmenthal
Nel 1956 subentra come sponsor il marchio Simmenthal. Fino ad allora l'Olimpia aveva conquistato 9 scudetti. Con il marchio Simmenthal arrivano anche i primi giocatori stranieri; il greco Mimīs Stefanidīs è il primo in assoluto, ingaggiato per la stagione 1955-1956. La stagione 1958-1959 è l'ultima con gli stranieri e le frontiere verranno riaperte per il campionato 1965-1966.

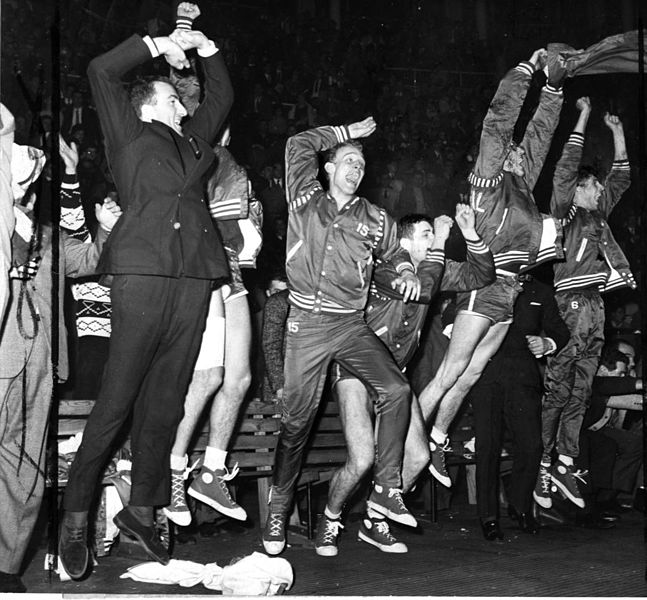
Coach Cesare Rubini e la panchina meneghina esultano al termine del vittorioso spareggio contro la Ignis Varese che diede alla Simmenthal Milano lo scudetto del 1961-1962

Il 1º aprile 1966 l'Olimpia conquista la prima Coppa dei Campioni nella storia della pallacanestro italiana, grazie anche all'apporto dello statunitense Bill Bradley (futuro senatore USA). Questi, nominato nella stagione precedente miglior cestista universitario, aveva rinviato l'esordio tra i professionisti per studiare a Oxford: Ricky Pagani e Adolfo Bogoncelli lo ingaggiarono per gli incontri di Coppa (in campionato non era utilizzabile). Nelle final four disputate a Bologna, Milano in semifinale eliminò il CSKA Mosca superando in finale l'agguerritissimo Slavia Praga.
Gli anni sessanta e l'inizio dei settanta furono caratterizzati dalla grande rivalità tra le scarpette rosse milanesi e la valanga gialla dei varesini sponsorizzati Ignis, rivalità che culminò con cinque spareggi per lo scudetto, disputati a Bologna e Roma, che arrisero tre volte a Milano e due a Varese.
Il marchio Simmenthal, dopo 17 anni e 10 scudetti, è costretto a lasciare il basket perché il pubblico identifica il nome più con la squadra milanese che con la carne in scatola.

La vittoria nella Coppa dei Campioni 1965-1966

In conseguenza di ciò, nel 1973 arriva il marchio Innocenti, cui segue nel 1976 quello Cinzano.
La squadra vince la Coppa delle Coppe, ma retrocede in Serie A2. L'anno successivo c'è il ritorno in A1 e dal 1978-79 arriva lo sponsor Billy (gruppo Levissima-Sanpellegrino).  Per tutti gli anni settanta la squadra si avvale di Toni Cappellari come direttore sportivo. Bogoncelli, prima di lasciare, rende il suo ultimo servizio alla società ingaggiando Dan Peterson, l'allenatore statunitense che aveva vinto lo scudetto 1976 con la Virtus Bologna.

### L'epoca Gabetti
La famiglia Gabetti, e in particolare il presidente Gianmario Gabetti, subentrata nella proprietà ad Adolfo Bogoncelli nell'estate del 1980, stupisce tutti e acquista nella stagione successiva il nemico numero uno Dino Meneghin; inizia così un periodo aureo ancora senza uguali nel basket moderno. Sono gli anni dello "sputare sangue petersoniano" e con Mike D'Antoni, Dino Meneghin, Vittorio Ferracini, John Gianelli, Franco Boselli, Vittorio Gallinari e Roberto Premier non può non arrivare subito, nel 1981-82, il ventesimo scudetto, quello della doppia stella.

La Billy Milano di Dan Peterson, vincitrice del 20º scudetto nell'annata 1981-1982

Dal 1982 al 1989 l'Olimpia disputa otto finali scudetto consecutive, vincendone cinque: nel 1982 e 1985 contro Scavolini Pesaro, nel 1986 e 1987 contro Mobilgirgi Caserta e nel 1989 contro Enichem Livorno. Gli sponsor vincenti si chiamano Billy (con cui apre il ciclo), Simac, Tracer, Philips e le star americane sono ormai all'ordine del giorno: Mike D'Antoni, Antoine Carr, Joe Barry Carroll, Bob McAdoo.
Nel 1987, l'anno del grande slam (Scudetto, Coppa dei Campioni, Coppa Italia e Coppa Intercontinentale), la Tracer, diventata nel frattempo la squadra dei grandi vecchi, riporta dopo 21 anni la Coppa dei Campioni a Milano, vincendo a Losanna contro il Maccabi Tel Aviv B.C. per 71 a 69. La Tracer bissa il successo europeo l'anno dopo a Gand sempre contro il Maccabi Tel Aviv B.C. questa volta per 90 a 84. Lo scudetto numero 24 arriva con il marchio Philips, con i giovani Riccardo Pittis e Davide Pessina tra i campioni e le famose cinque partite contro l'Enichem Livorno.

Mike D'Antoni e Dino Meneghin sollevano la Coppa Italia vinta nel 1986 dalla Simac Milano

Nel 1990 Mike D'Antoni lascia il parquet e diventa capo allenatore: al suo primo anno porta la squadra alla finale scudetto, dove la Philips tutta corsa e grinta da lui voluta perde però in casa gara-5 contro Caserta. Nella stagione 1991-92 Milano è terza in regular season ma viene eliminata a sorpresa ai quarti di finale dei playoff; raggiunge di nuovo le Final Four di Eurolega dove però sarà superata in semifinale dal Partizan Belgrado guidato dai due astri nascenti Danilović e Djordjevic; nel 1993 invece, sempre con il marchio Philips e Mike D’Antoni in panchina, vince la coppa Korac, superando nella doppia finale la Virtus Roma grazie alle grandi prestazioni di Antonello Riva e del neoacquisto Djordjevic.

### Stefanel e il venticinquesimo scudetto
Nel 1994, Bepi Stefanel entra prima come sponsor e poi anche come proprietario, e con lui la Pallacanestro Olimpia Milano festeggia i suoi 60 anni vincendo prima la Coppa Italia e poi il venticinquesimo scudetto (1995-96). Tra gli artefici dello scudetto milanese grandi giocatori come Gregor Fučka, Ferdinando Gentile, Dejan Bodiroga, Flavio Portaluppi, Rolando Blackman, guidati da un allenatore esperto come Boša Tanjević.

D'Antoni, divenuto coach della Philips Milano, e Marco Baldi sollevano la Coppa Korać 1992-1993

Gli anni 1997 e 1998 sono caratterizzati da stagioni discrete: l'Olimpia si qualifica sempre in Europa, arrivando nel 1998 alla finale di Coppa Europa contro lo Žalgiris Kaunas, a Belgrado, finale persa di 15 punti. L'anno dopo, con lo sponsor Sony sulle maglie, l'Olimpia disputa ancora una stagione su buoni livelli chiudendo al quinto posto in campionato, guadagnando così l'ennesima qualificazione in Europa.

### Caputo, Bryant e Tacchini
Nell'agosto 1999 avviene un nuovo cambio di proprietà: Bepi Stefanel cede infatti la società a Pasquale Caputo, italo americano leader nel settore caseario. Cambia anche lo sponsor con l'arrivo del marchio Adecco. Durante l'anno, a Caputo si aggiunge come socio Kobe Bryant, stella della NBA, in rappresentanza del quale agisce il padre Joe, ex giocatore anche nel campionato italiano.
Nel campionato, le cose vanno discretamente bene con l'eliminazione nei quarti di finale dei play-off, dopo aver superato al primo turno la più quotata Scavolini Pesaro. Lontano dal parquet, invece, le cose degenerano fino quasi all'irreparabile. Nell'ottobre del 2000, però, Sergio Tacchini rileva la società dalle mani dei due soci e in pochissimo tempo costruisce una squadra che, dopo un inizio di stagione stentato, si risolleva disputando un campionato più che onorevole, anche se manca la zampata finale con la qualificazione alla postseason. Nella stagione successiva le cose non vanno per il meglio e, al termine di un campionato fatto di pochi alti e molti bassi, nonostante la squadra fosse composta da giocatori di buon talento, l'Olimpia, ancora targata Adecco, riesce a conquistare la salvezza solo nell'ultima giornata battendo l'Andrea Costa Imola.

### La presidenza Corbelli
Nel luglio 2002, Tacchini cede la società a un nuovo proprietario, Giorgio Corbelli, imprenditore romagnolo con un passato nella pallacanestro tra Brescia, Forlì e Roma. Nel giro di un mese il nuovo proprietario ricostruisce da zero la squadra, riportando a Milano gente che aveva già nel passato lasciato un segno nel cuore dei tifosi biancorossi come Warren Kidd, Hugo Sconochini e Paolo Alberti, oltre a campioni del calibro di Claudio Coldebella e, più tardi, Petar Naumoski. L'Olimpia inizia il campionato con tre vittorie e zero sconfitte, ma senza una sponsorizzazione sulle maglie. A ottobre, però, arriva anche lo sponsor. Si tratta della F.lli Salviato, società con sede a Castronno, nel varesotto, con il marchio Pippo. La stagione regolamentare si chiude con un buon quinto posto, ma la squadra delude le aspettative dei tifosi, venendo sconfitta nel primo turno dei playoff da una ben meno quotata Varese.
La stagione 2003-04 la squadra disputa una mediocre stagione e non si qualifica nemmeno per i playoff. Al termine della stessa le voci delle difficoltà economiche societarie sono sempre più insistenti, tanto che si rischia la cessione dei diritti della gloriosa società.
Ma grazie ad una manifestazione in piazza alla Scala il 2 giugno e al successivo interessamento del sindaco di Milano, Gabriele Albertini la società riesce a trovare importanti appoggi da Adriano Galliani, dalla famiglia Moratti e da Giorgio Armani, attraverso la sponsorizzazione con il marchio Armani Jeans. Giorgio Corbelli resta presidente.
Viene chiamato un giovane coach: Lino Lardo, che entra subito nei cuori dei tifosi. La squadra fa una stagione 2004-05 esaltante, i tifosi la seguono con entusiasmo sia durante la stagione regolare disputata al Palalido (ad eccezione delle gare contro Bologna e Cantù, disputate al Forum di Assago), sia durante i play-off (anche questi disputati nell'impianto di Assago). La squadra di Lardo riesce a conquistare la finale contro la Fortitudo, che perde in gara-4 per un tiro sulla sirena di Rubén Douglas inizialmente annullato e poi convalidato dagli arbitri dopo l'instant replay, davanti ad un Forum strapieno. Riesce inoltre ad ottenere la qualificazione in Eurolega.
La stagione successiva 2005-06 è deludente: l'Olimpia esce al primo turno di Eurolega e in campionato non va oltre il settimo posto. Ai play off esce al primo turno con la Benetton Treviso, non riuscendo pertanto ad ottenere il pass né per l'Eurolega né per la Coppa Uleb.
Nel corso dell'anno, a gennaio, viene esonerato coach Lardo e al suo posto viene chiamato Aleksandar Đorđević.
Dopo la stagione 2006-07, culminata con l'eliminazione in semifinale ad opera della Virtus Bologna, la dirigenza decide di rifondare la squadra, chiamando Zare Markovski (allenatore proprio della Virtus) al posto di Djordjevic e ingaggiando numerosi nuovi giocatori. Il progetto, però, si interrompe all'indomani della 6ª giornata con la squadra in ultima posizione (1 vittoria e 5 sconfitte). Markovski viene esonerato e Gino Natali, duramente contestato dalla tifoseria fin dalle sue prime mosse da General Manager, si dimette.
Dopo aver chiamato come coach Attilio Caja, (già allenatore Olimpia) il presidente Corbelli mette in vendita le sue quote. Il 6 giugno 2008 le quote detenute da Corbelli e dai suoi fidi scudieri vengono cedute al Gruppo Armani; durante la stessa giornata, i club calcistici meneghini Milan e Inter escono dall'azionariato della storica squadra cestistica milanese.

### L'era Armani

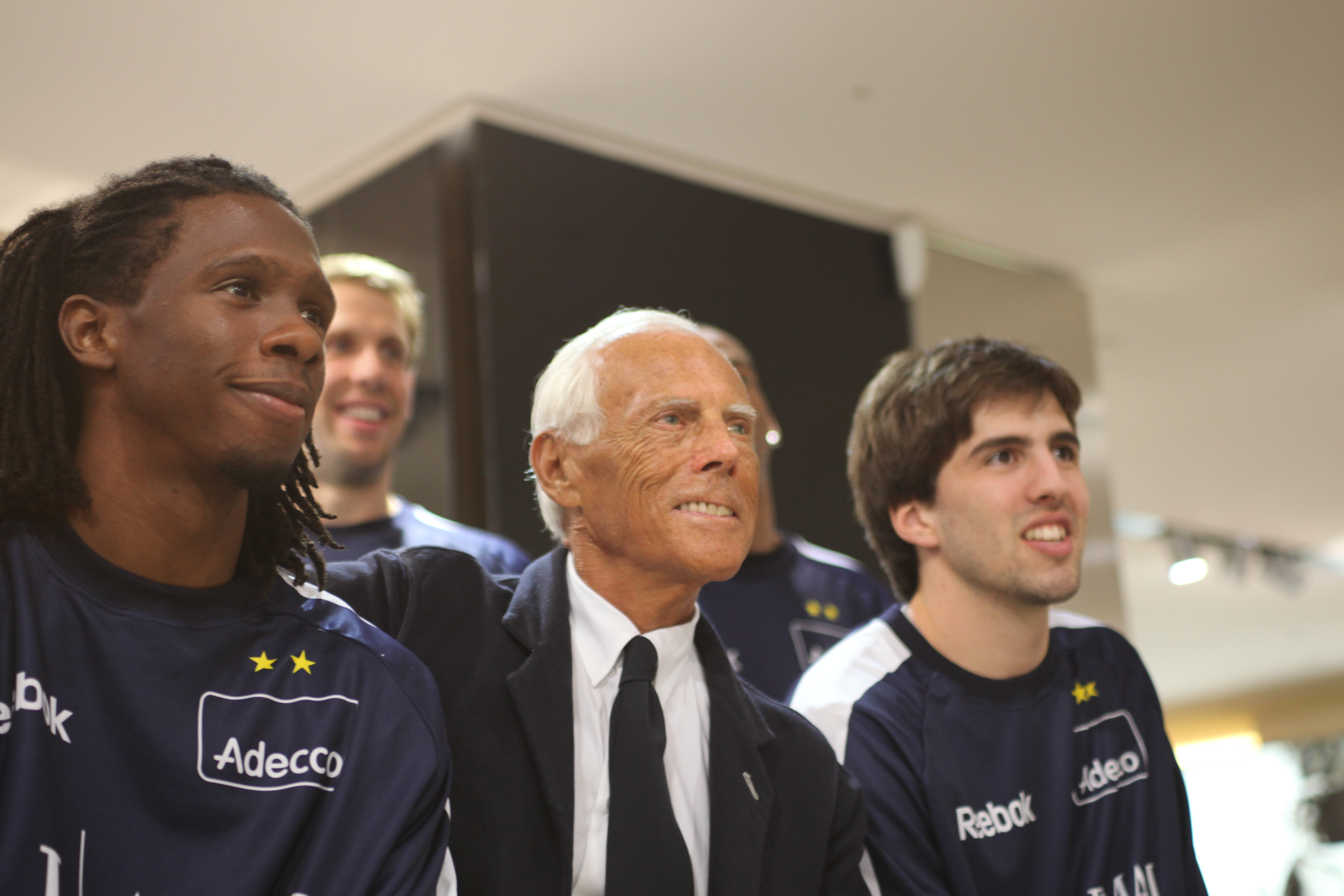
Giorgio Armani, patron dell'Olimpia dal 2008, insieme ad alcuni giocatori

Per la stagione 2008-2009 la squadra viene ricomposta anche se nel frattempo il suo giocatore-simbolo, Danilo Gallinari, decide di andare nella NBA ed è scelto al primo giro con il numero sei dai New York Knicks. Il nuovo general manager, Lucio Zanca, arrivato dalla Sutor Montegranaro, porta con sé dalle Marche il giovane playmaker Luca Vitali e la guardia Jobey Thomas. Completeranno il quintetto base il fuoriclasse David Hawkins (da Roma), il centro Pape Sow (da Rieti) e l'ala americana Mike Hall. Gli unici due giocatori rimasti dalla gestione precedente sono il playmaker Massimo Bulleri (in seguito ceduto in prestito a Treviso) e l'ala Mindaugas Katelynas. L'allenatore sarà Piero Bucchi, 2 volte vincitore della Coppa Italia. Dopo una stagione altalenante, la squadra termina al 6º posto la stagione regolare, ma nei playoff, grazie all'arrivo a metà stagione del playmaker Hollis Price, dell'ex stella NBA Maurice Taylor e del veterano Denis Marconato, i risultati diventano ottimi e l'Olimpia arriva in finale, dove perde contro la Montepaschi Siena.
La stagione si apre tra le polemiche per la sparizione dello storico logo della squadra, che fa seguito alla dismissione della storica sede di via Caltanissetta. Milano approda in finale scudetto, dopo aver battuto la Juvecaserta Basket nella serie per 3-2; tuttavia perde ancora in finale contro la dominatrice Montepaschi Siena, accumulando nelle quattro partite uno scarto medio di circa 20 punti. La stagione 2010-11 vede Milano partire col ruolo di favorita del campionato grazie agli innesti di alcuni giocatori come Nicolò Melli, Ibrahim Jaaber, Oleksij Pečerov e la conferma di gran parte del roster della stagione precedente. Tuttavia i lombardi mancano la qualificazione alle top16 di Eurolega e il 3 gennaio 2011 Piero Bucchi, a seguito di una serie di pesanti sconfitte nelle partite chiave della sua terza stagione da capo allenatore, viene esonerato e sostituito da Dan Peterson, che torna in panchina dopo 23 anni di inattività. La società ingaggia inoltre il centro Benjamin Eze e la guardia Lynn Greer. Milano chiude la stagione regolare al 3º posto, e ai play-off, dopo aver sconfitto la sorpresa del campionato Sassari per 3 a 1, viene eliminata in semifinale dalla Bennet Cantù. Dalla stagione 2011-12 la sponsorizzazione "Armani Jeans" è sostituita con il marchio "EA7 Emporio Armani".
Terminato il contratto, viene nominato coach per la stagione 2011-12 Sergio Scariolo, già commissario tecnico della Nazionale spagnola di pallacanestro. Con il cambio di allenatore si ha l'ennesima rivoluzione nel roster: oltre alle conferme di Stefano Mancinelli e di Richard Mason Rocca e ai rientri dai prestiti di Ariel Filloy e Nicolò Melli, il roster è completato con gli arrivi di Omar Cook, Malik Hairston, Antōnīs Fōtsīs, Iōannīs Mpourousīs, Leon Radošević, Drew Nicholas e dal ritorno temporaneo di Danilo Gallinari. A gennaio si aggiungeranno al roster J.R. Bremer e Alessandro Gentile. In Euroleague Milano approda alle Top16, ma non supera il turno. In Coppa Italia viene eliminata in semifinale da Siena, e in campionato disputa la 3ª finale in 4 anni sempre contro Siena. La sfida a differenza di quelle degli anni precedenti si presenta come più equilibrata, ma Siena conquista il titolo vincendo la serie 4-1.
Nel 2012-13 alla squadra vengono portate poche modifiche. Alla fine del girone d'andata la squadra riesce ad ottenere l'ottavo e ultimo posto utile per partecipare alle Final Eight di Coppa Italia; anche in questa competizione l'Olimpia è eliminata al primo turno perdendo contro la Cimberio Varese. In campionato, al termine della stagione regolare, l'Olimpia è 4ª classificata e nei playoff affronta la Montepaschi Siena. Viene eliminata dopo la decisiva gara 7 proprio dai senesi, e meno di 48 ore dopo l'eliminazione la dirigenza comunica che il contratto di Scariolo in scadenza a giugno non sarebbe stato rinnovato..

#### Il ritorno al successo (2013-2021)

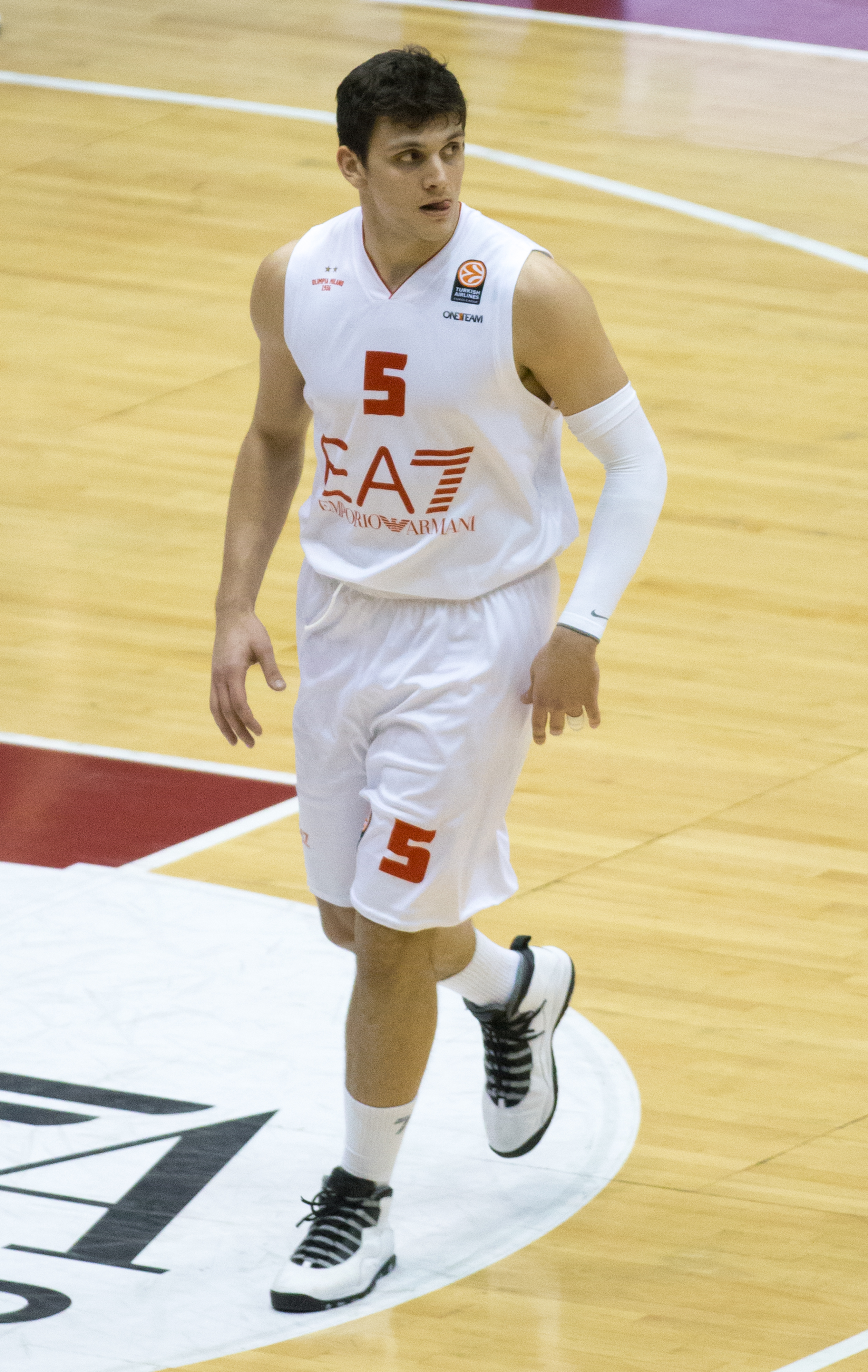
Alessandro Gentile, figlio di Ferdinando e capitano della EA7 Emporio Armani Milano campione d'Italia 2013-2014, a 18 anni dal precedente scudetto

Il 1º luglio 2013 viene ingaggiato l'allenatore Luca Banchi, reduce dalla vittoria dello scudetto con la Mens Sana Siena. Anche la squadra cambia radicalmente. Dopo aver iniziato la stagione 2013-2014 ancora con la maglia senese, il 24 dicembre viene ufficializzato il trasferimento di Daniel Hackett all'Olimpia Milano, che ritrova gli ex compagni Kristjan Kangur e David Moss arrivati in estate insieme a Bruno Cerella, proveniente dalla Pallacanestro Varese. Nel ruolo di centro viene scelto il giamaicano Samardo Samuels il cui ingaggio viene comunicato il 25 luglio 2013. A Samuels viene affiancato, il 3 novembre 2013, lo statunitense Gani Lawal, fino al termine della stagione mentre a completare il pacchetto lunghi, oltre a Nicolò Melli, arriva l'esperto Charles Judson "C.J." Wallace che firma un contratto biennale il 6 agosto 2013. Nel ruolo di secondo playmaker viene scelto Curtis Jerrells. Completano il roster altri due playmaker, presi come wildcard in caso di infortunio dei titolari: Mohamed Touré e Willie Deane. La squadra viene eliminata in Coppa Italia dalla Dinamo Sassari, ma approda per la prima volta dopo 17 anni ai playoff di Eurolega, anche grazie alle notevoli prestazioni della guardia americana Keith Langford. Viene eliminata dagli israeliani del Maccabi Tel Aviv, futuri campioni d'Europa, che sconfiggono i biancorossi per 3-1. In campionato la squadra chiude al primo posto nella stagione regolare con 25 vittorie su 30 gare, raggiunge quindi la finale scudetto sconfiggendo in sequenza 3-2 Pistoia e 4-2 Sassari. La finalista è la Mens Sana Siena giunta seconda in stagione regolare. L'Olimpia, 18 anni dopo l'ultimo trionfo, conquista il suo 26º scudetto battendo Siena 4-3. Per la prima volta la finale viene aggiudicata solo alla settima gara, che Milano si aggiudica per 74-67.
Nell'estate l'ossatura della squadra viene confermata, ma vengono ceduti gli americani Curtis Jerrells e Keith Langford, grandi protagonisti della conquista dello scudetto, oltre a Lawal, Wallace e Kangur. Per sostituirli vengono ingaggiati Joe Ragland da Cantù e MarShon Brooks dai Los Angeles Lakers insieme al lituano Linas Kleiza dal Fenerbahçe Spor Kulübü e al centro Shawn James dal Maccabi Tel Aviv. La stagione 2014-15, a differenza della precedente, si rivela totalmente fallimentare e si conclude senza nessun titolo. L'Olimpia perde infatti la Supercoppa italiana e la finale di coppa Italia contro la Dinamo Sassari mentre in Eurolega fallisce la qualificazione ai playoff venendo eliminata alle top 16. In Italia Milano domina la stagione regolare chiusa in prima posizione con un bilancio di 26 vittorie e 4 sconfitte, ma nei playoff, dopo aver agevolmente eliminato la Virtus Bologna per 3 a 0, la formazione meneghina viene sconfitta per l'ennesima volta in stagione dalla Dinamo Sassari che si impone 4 a 3 vincendo gara 7 a Milano 81-86 dopo un tempo supplementare.
Per la stagione 2015-16 al posto di Banchi viene ingaggiato come allenatore Jasmin Repeša. Il roster viene completamente rivoluzionato con la conferma dei soli Gentile e Cerella dalla stagione precedente. Sono quindi ingaggiati i playmaker Andrea Cinciarini e Oliver Lafayette, le guardie Charles Jenkins e Krunoslav Simon, le ali Jamel McLean e Robbie Hummel e i centri Milan Mačvan, Stanko Barać e Gani Lawal quest'ultimo di ritorno a Milano dopo avervi già giocato l'anno dello scudetto. La stagione si apre con la sconfitta in Supercoppa italiana per mano della Grissinbon Reggio Emilia. A stagione iniziata viene ufficializzato l'ingresso di Rakim Sanders e la rescissione di Lawal. Il 21 febbraio 2016 vince la Coppa Italia battendo in finale la Scandone Avellino. Dopo aver primeggiato nella stagione regolare ottiene il ventisettesimo scudetto imponendosi per 4 a 2 nella serie finale contro Reggio Emilia.

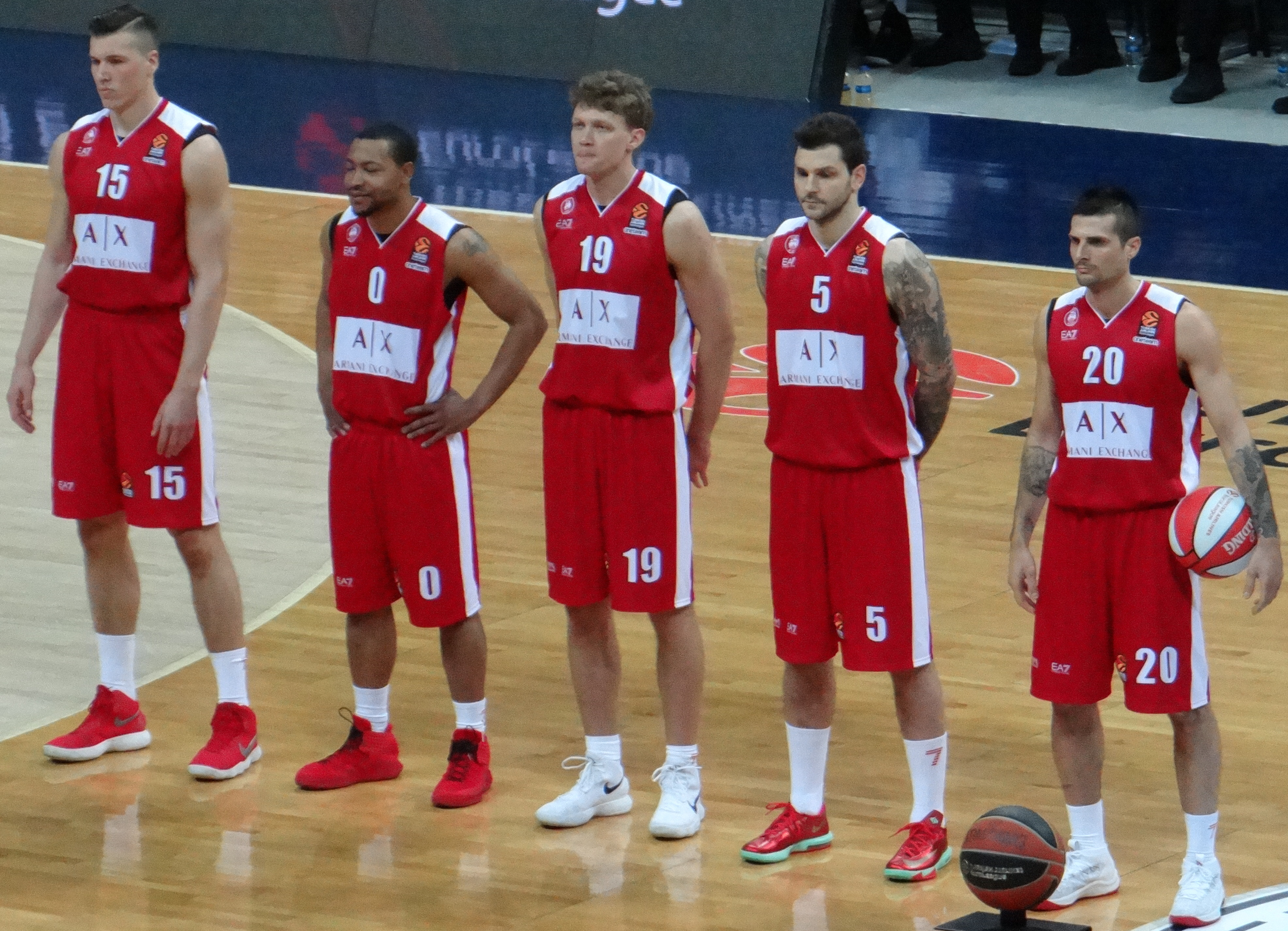
Il quintetto dell'Olimpia Milano prima di una partita dell'Eurolega 2017-2018

La stagione successiva si apre con il primo successo in Supercoppa italiana contro la Scandone Avellino. A dicembre dopo 5 anni Alessandro Gentile, capitano dei 2 scudetti, lascia la squadra per insanabili divergenze con l'allenatore e la società. A febbraio viene conquistata la Coppa Italia (sesto titolo) battendo in finale la Dinamo Sassari, mentre l’esperienza in Eurolega si rivela molto negativa e Milano chiude all’ultimo posto. Dopo il primo posto nella regular season, incontra al primo turno dei playoff l'Orlandina Basket, alla sua prima partecipazione ai playoff, dove l'Olimpia si impone in rimonta 3-1. In semifinale i milanesi incontrano l'Aquila Basket Trento, che vince la serie per 4 a 1.
L’eliminazione porta a una nuova rivoluzione nel roster a cominciare dall’addio di coach Repesa sostituito dall’ex C.T. della nazionale Simone Pianigiani. Della squadra dell’anno precedente rimangono solo Mantas Kalnietis, Andrea Cinciarini, Davide Pascolo, Awudu Abass, Simone Fontecchio e Kaleb Tarczewski a cui si affiancano i nuovi acquisti Jordan Theodore, Andrew Goudelock, Dairis Bertāns, Vladimir Micov, Cory Jefferson, Amath M'Baye, Marco Cusin, Patric Young, Artūras Gudaitis e Curtis Jerrells. La stagione si apre con la vittoria 82 a 77 sulla Reyer Venezia in Supercoppa italiana grazie soprattutto ai 29 punti di Theodore nominato MVP della competizione. A fine stagione la squadra di Pianigiani, dopo il secondo posto in regular season, vince il ventottesimo scudetto della sua storia, imponendosi per 4 a 2 nella serie finale contro l'Aquila Basket Trento.
La stagione 2018-2019 si apre con la vittoria 82-71 sull'Auxilium Torino in Supercoppa Italiana: Vladimir Micov viene nominato MVP della competizione. L'Olimpia conclude la regular season al 1º posto ma alle semifinali play-off viene sconfitta 3 a 0 dalla Dinamo Sassari. A seguito della stagione deludente, Pianigiani viene sollevato dall'incarico e al suo posto viene ufficializzato Ettore Messina, reduce dall'esperienza in NBA come assistente allenatore dei San Antonio Spurs. Contestualmente viene annunciato l'avvicendamento tra Proli e Pantaleo Dell'Orco al vertice della società.
Nella stagione 2020-2021 l'Olimpia Milano vince la sua quarta Supercoppa italiana, la sua settima Coppa Italia e accede alle Final Four dell'Eurolega per la prima volta dopo 29 anni: qui giunge terza, sconfitta in semifinale dal Barcellona e battendo il CSKA Mosca nella finale per il terzo posto. In campionato, dopo aver terminato al primo posto la regular season, l'Olimpia viene sconfitta in finale per 0-4 dalla Virtus Bologna.

#### Ilthree-peatdi Messina (2021-2024)

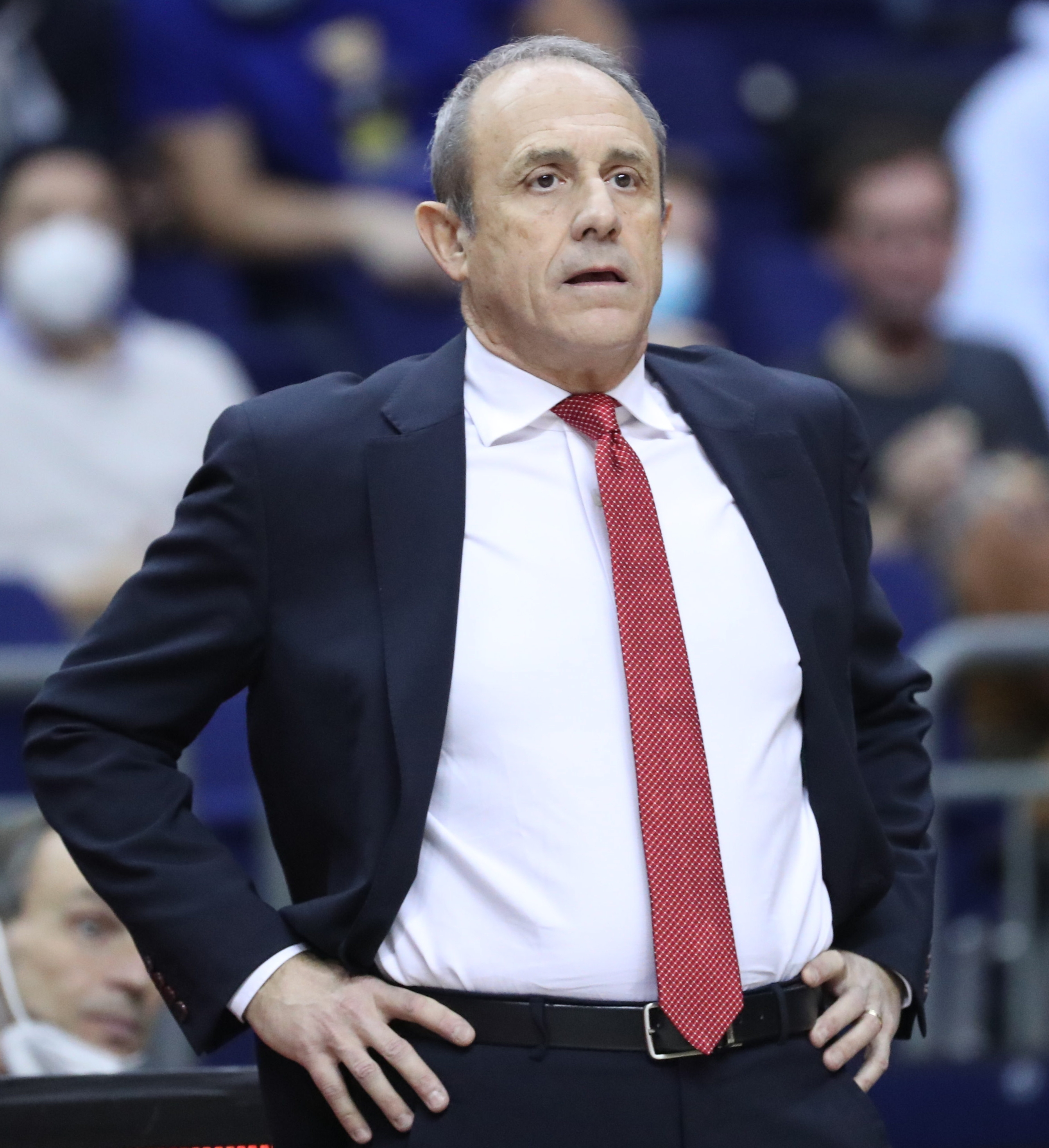
Ettore Messina, allenatore dell'Olimpia dal 2019

Nella stagione 2021-2022 dopo aver perso la Supercoppa italiana, l'Olimpia vince la sua ottava Coppa Italia battendo in finale Derthona Basket per 78-61, Malcolm Delaney vince il premio di MVP della competizione. In Euroleague l'Olimpia non riesce a bissare il risultato della stagione precedente, in quanto, dopo aver concluso la stagione regolare al 3º posto con un record di 19 partite vinte e 9 perse, viene eliminata nei playoff dai futuri campioni dell'Anadolu Efes Spor Kulübü, che si impongono per 3 a 1 nella serie. Nei playoff del campionato italiano, a cui i milanesi si presentano da seconda testa di serie dietro alla Virtus Bologna, dopo aver agilmente eliminato per 3 a 0 la Pallacanestro Reggiana e la Dinamo Sassari, si ripropone la finale dell'anno precedente contro le V Nere. Le Scarpette Rosse riescono a strappare subito il fattore campo sconfiggendo i bolognesi in trasferta per 66 a 62, chiudendo poi la serie in 6 gare grazie alla vittoria tra le mura amiche per 81 a 64. Shavon Shields viene nominato MVP delle finali.

Festeggiamenti per il 30º scudetto al termine del campionato 2022-2023

Nella successiva stagione le Scarpette Rosse escono subito in Supercoppa italiana perdendo contro le Vu Nere di Scariolo e non va meglio nemmeno in Coppa Italia dove esce immediatamente ai quarti, a sorpresa, contro la rivelazione Brescia (72-75), poi vincitrice per la prima volta del trofeo. In Eurolega - per la prima volta sotto la gestione Messina - l'Olimpia non riesce a raggiungere i play-off, attestandosi al 12º posto con il risultato di 15-19, di cui 9 sconfitte consecutive. La migliore soddisfazione per la squadra di Armani arriva in Campionato dove, dopo aver iniziato vincendo di misura contro Brescia, conclude al 1º posto in Regular Season con il risultato di 23-7, conquistando la prima piazza nelle ultime due giornate, a pari punti con Bologna. Nei playoff supera prima Pesaro per 3-1 e poi agilmente Sassari per 3-0 come il precedente anno. Per la terza volta in Finale si trova davanti la Virtus Bologna, stavolta con il fattore campo a suo favore (che si rivelerà fondamentale). La serie si mostra molto tosta e combattuta, forzando le Red Shoes ad arrivare a Gara 7: ad Assago la Virtus cade 67-55 e gli uomini di Messina possono festeggiare il 30º scudetto: l'Olimpia Milano è la prima squadra in Italia a poter apporre tre stelle sulla canotta.
La stagione 2023-2024, la quinta per Ettore Messina, inizia nuovamente con l'uscita alle semifinali in Supercoppa italiana (nuovamente contro le Vu Nere, poi campioni). In Coppa Italia raggiunge la finale contro Napoli dopo aver battuto Trento (80-57) e Venezia (77-100) ma viene sconfitta dai partenopei per 72-77, che vincono il trofeo per la prima volta. L'Eurolega come l'anno precedente è, nonostante quattro sconfitte tra le mura amiche e alcune vittorie di rilievo contro avversari come Barcellona, Real, Monaco, Olympiakos, si rivela fallimentare: le Scarpette Rosse si classificano nella medesima posizione della precedente stagione, fallendo l'accesso anche al play-in, novità della stagione. Per quanto riguarda il campionato di Serie A si ripete il dualismo con le Vu Nere, stavolta allenati da Luca Banchi, sia in Regular Season dove l'Olimpia si classifica, sebbene nuovamente a pari punti, seconda per peggior quoziente canestri, sia in nelle Finali - che quest' anno si giocano al meglio delle 5 Gare e non più 7 - che raggiunge dopo aver superato prima Trento ai quarti (in rimonta dopo la sconfitta al Forum in Gara 1) e poi Brescia, con un terzo 3-0 consecutivo nelle semifinali. Per la quarta volta di fila, quindi, la Finale è Virtus Bologna-Olimpia Milano, con le Vu Nere con il fattore campo a favore. I meneghini strappano subito quest'ultimo grazie alla vittoria in Gara 1 per 75-86 all'overtime, mentre i bolognesi riportano la serie in parità due giorni dopo. Ci si sposta così ad Assago per Gara 3 e 4: la prima si conclude 81-78, la seconda 85-73, permettendo alla squadra di Messina di vincere il 31º titolo della storia, il terzo consecutivo per l'allenatore catanese.
La stagione 2024-2025, la sesta per Ettore Messina, inizia con la vittoria della Supercoppa italiana, battendo in semifinale la Reyer Venezia e in finale le Vu Nere.
Dopo aver vinto tre scudetti consecutivi, l'Olimpia viene eliminata in semifinale 3-1 dalla Virtus Segafredo Bologna.

## Colori e simboli

### Colori

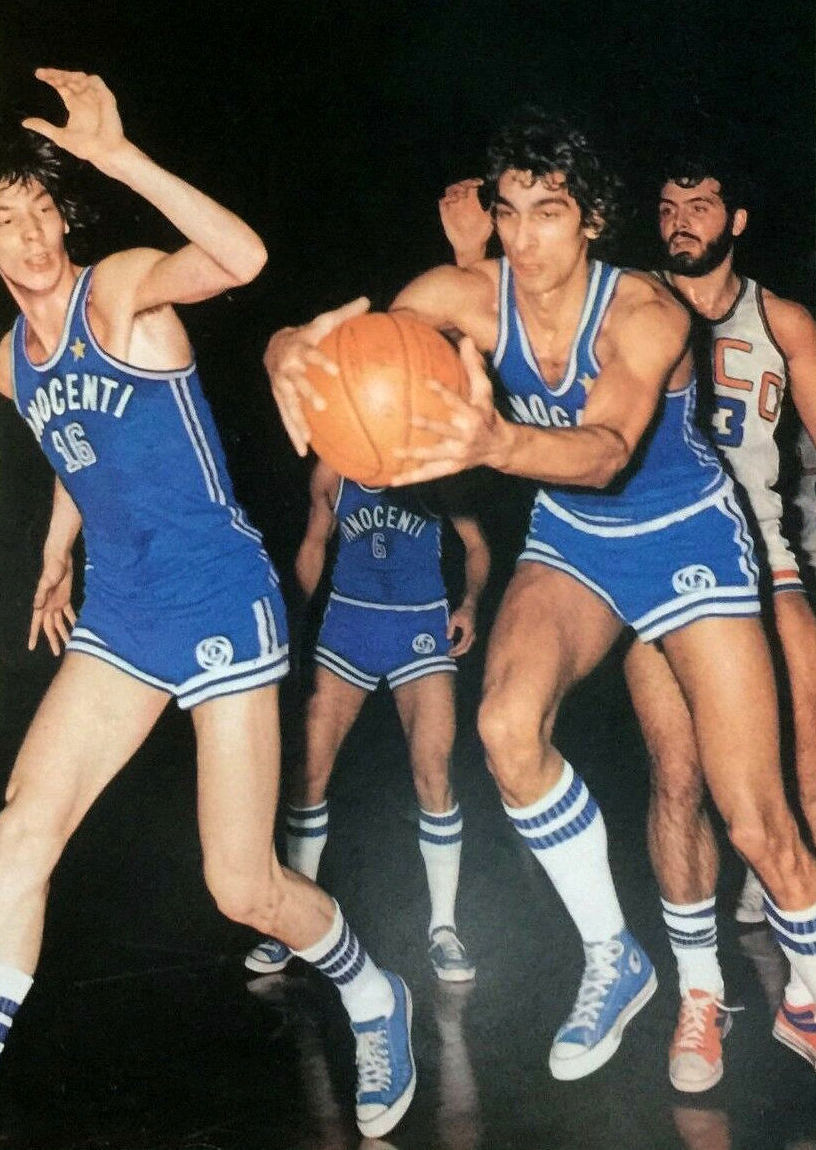
L'Olimpia in canotta blu nella stagione 1973-74, la prima del biennio a tinte Innocenti.

Fin dall'inizio della sua storia l'Olimpia Milano veste i colori biancorossi. Poche, ma significative, le eccezioni: nella stagione 1973-74, la prima dopo l'era Simmenthal, la squadra indossa uno sgargiante blu e bianco, abbandonato due anni dopo con la fine della sponsorizzazione Innocenti. Nel 1975-76 si torna, infatti, al biancorosso, ma con inserti blu che riprendono il logo dello sponsor Cinzano; nei due anni successivi, in cui l'Olimpia conosce l'onta della retrocessione in A2 e l'immediato ritorno nella massima serie, il blu prende ancora più spazio, prima sui pantaloncini e poi sulla maglietta.
Si ritorna al biancorosso puro con il marchio Billy, simbolo di un'era di nuovi trionfi. Il blu riapparirà, come semplice inserto, a colorare i numeri nel 1981-82, sopra i pantaloncini nel 1997-98 e dentro il marchio Sony nel 1998-99. Altre piccole modifiche, legate alle sponsorizzazioni, appaiono con i marchi Pippo (una grossa stella gialla), Breil (in nero) e Armani Jeans (scritta in oro).
Inoltre dalla stagione 2011-12 i giocatori vestono solitamente divise ad hoc in occasione delle partite di Eurolega.

### Simboli ufficiali
Il simbolo dell'Olimpia Milano è, dalla stagione 1983-84, "Fiero il Guerriero". Il nome è tenuto a battesimo dal presidente Gianmario Gabetti mentre il marchio lo realizza Walter Ravizza, allora direttore creativo del gruppo Gabetti: un guerriero stilizzato rosso su sfondo bianco che regge uno scudo su cui è simboleggiato il Duomo di Milano.
Tale stemma ha simboleggiato per anni il carattere della squadra (il cosiddetto "sputare sangue" di Dan Peterson) ma all'inizio della stagione 2009-10 sparisce dall'identità societaria della squadra. Durante i playoff della stagione 2010, Fiero il Guerriero riappare a palazzo sotto forma di mascotte.

Stemma utilizzato dal 1985 al 2009
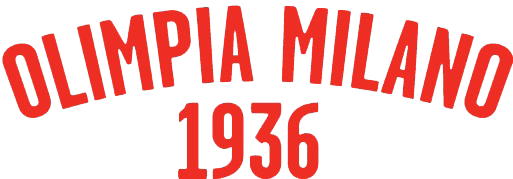
Stemma utilizzato dal 2009 al 2016
Stemma in uso dal 2016

## Palazzetto

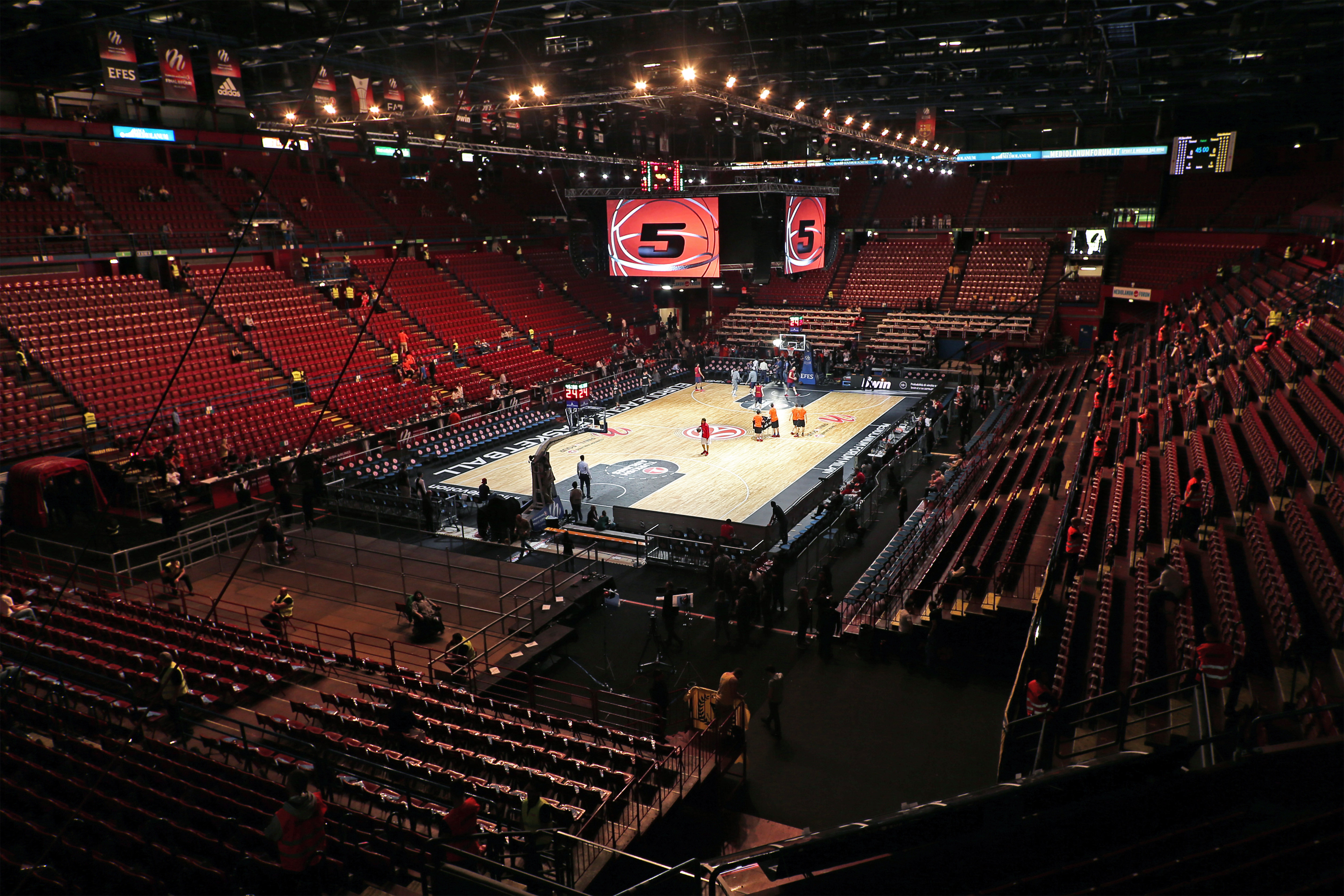
L'allora Mediolanum Forum in vista delle Final Four di Eurolega nel 2014.

Il Dopolavoro Borletti giocò per quasi 20 anni sul proprio campo in via Costanza. Campo all'aperto come si usava in quegli anni. Anche dopo la fusione con la Triestina Milano e la nascita dell'Olimpia il campo di gara rimase quello di via Costanza.
A metà anni quaranta l'Olimpia si trasferì nel Palazzo dello sport della Fiera di Milano, in piazza VI Febbraio; capace di contenere quasi 18 000 persone, era all'epoca il più grande palazzo dello sport d'Europa e secondo solo al Madison Square Garden di New York.
A fine anni sessanta, il PalaFiera venne abbandonato dall'Olimpia e la squadra si trasferì nel piccolo PalaLido, allora, in un'epoca in cui le misure di sicurezza erano quasi inesistenti, capace di contenere sino a 10 000 spettatori in uno spazio esiguo, ma con una notevole visuale sul campo di gioco da ogni posizione dell'edificio.
A fine anni settanta, l'Olimpia si trasferì nell'appena costruito Palasport di San Siro, impianto multiuso costruito a fianco dello Stadio Giuseppe Meazza e capace di contenere circa 15 000 spettatori.
Con l'eccezionale nevicata del gennaio 1985 si chiuse l'avventura dell'Olimpia al Palasport, che collassò su sé stesso a causa dell'enorme massa di neve che si depositò sulla copertura concava della struttura.
L'Olimpia ritornò al PalaLido (con una capacità ridotta a 3 500 posti), in attesa che nel giro di poche settimane venisse pronta la soluzione d'emergenza: il PalaTrussardi, una tensostruttura costruita e sponsorizzata dalla nota famiglia legata alla moda, che poteva contenere fino a 12.000 persone. L'Olimpia vi giocò durante uno dei suoi periodi di dominio incontrastato in Italia e in Europa, tra la fine degli anni ottanta e l'inizio degli anni novanta.
Pochi anni dopo venne costruito il Forum di Assago da parte della famiglia Cabassi. Capace di contenere sino a 12.700 persone, è un edificio multisportivo e multipiano situato alle porte di Milano.
Per alcuni anni l'Olimpia si è divisa tra il Forum di Assago e il PalaLido di Milano (con una capacità aumentata a 3.800 persone nel 2005), ma dalla stagione 2010-2011, in concomitanza con i previsti lavori di ristrutturazione e allargamento dello storico impianto di Piazzale Stuparich, tutte le partite casalinghe vennero giocate al Forum oppure, saltuariamente, al PalaDesio, palazzetto dello sport situato nella cittadina brianzola con una capacità di 6.700 posti.
Dall'ottobre 2019, il rinnovato PalaLido, denominato Allianz Cloud per questioni di sponsorizzazione, torna ad essere la seconda casa della squadra milanese, tanto da diventarne il palazzetto principale dal 15 dicembre 2025 al 15 marzo 2026 visto l'impiego dell'Unipol Forum per i XXV Giochi olimpici invernali.
| Palazzetto                      | Foto | Capienza           | Anni              |
| Campo di via Costanza           | N/D  | N/D                | 1930–1948         |
| Palazzo dello Sport della Fiera |      | c. 18,000          | 1948-1960         |
| PalaLido                        |      | c. 10,000 (3,500)* | 1960–1980 (1985)* |
| Palasport di San Siro           |      | c. 15,000          | 1980–1985         |
| PalaTrussardi                   |      | 10,045             | 1986–1990         |
| Unipol Forum                    |      | 12,700             | 1990–attuale      |

### Palazzetto secondario
| Palazzetto    | Foto | Capienza | Anni         |
| PalaLido      |      | 3,800    | 1990–2011    |
| PalaDesio     |      | 6,700    | 2011–2019    |
| Allianz Cloud |      | 5,347    | 2019–attuale |

## Giocatori principali

### Hall of Fame
Tra i membri del Naismith Memorial Basketball Hall of Fame, figurano 5 giocatori che hanno vestito, nel corso della propria carriera, la maglia di Milano. Si tratta di: Bill Bradley, Bob McAdoo, Dino Meneghin, Sandro Gamba e Cesare Rubini (gli ultimi due sono stati inseriti in qualità di allenatori).
Nella Hall of Fame della società sono stati inseriti 46 membri, tra giocatori, allenatori e dirigenti.
- Renzo Bariviera
- Rolando Blackman
- Dejan Bodiroga
- Adolfo Bogoncelli
- Franco Boselli
- Bill Bradley
- Pino Brumatti
- Joe Barry Carroll
- Antonio Cappellari
- Franco Casalini
- Mike D'Antoni
- Luigi Datome
- Vittorio Ferracini
- Gianmario Gabetti

- Vittorio Gallinari
- Sandro Gamba
- Ferdinando Gentile
- John Gianelli
- Giulio Iellini
- Curtis Jerrells
- Arthur Kenney
- Keith Langford
- Massimo Masini
- Bob McAdoo
- Dino Meneghin
- Vladimir Micov
- Raffaele Morbelli
- Enrico Pagani
- Dan Peterson
- Gianfranco Pieri

- Riccardo Pittis
- Flavio Portaluppi
- Roberto Premier
- Sandro Riminucci
- Mason Rocca
- Sergio Rodríguez
- Romeo Romanutti
- Cesare Rubini
- Rakim Sanders
- Russ Schoene
- Krunoslav Simon
- Sergio Stefanini
- Bogdan Tanjevic
- Skip Thoren
- Gabriele Vianello
- Paolo Vittori

### Numeri ritirati
- 4 (maglia off-limits)[24]
- 8  Mike D'Antoni[25] e  Sandro Gamba[26]
- 11  Dino Meneghin[27]
- 18  Arthur Kenney[28]
- 44 (maglia off-limits)[24]

## Palmarès
Nel palmarès dell'Olimpia figurano 31 scudetti: si tratta della squadra con il maggior numero di successi nel campionato italiano. Ha inoltre chiuso al secondo posto in 19 occasioni.

### Competizioni nazionali
- Campionato italiano: 31 (record)

1935-36, 1936-37, 1937-38, 1938-39, 1949-50, 1950-51, 1951-52, 1952-53, 1953-54, 1956-57 
1957-58, 1958-59, 1959-60, 1961-62, 1962-63, 1964-65, 1965-66, 1966-67, 1971-72, 1981-82 
1984-85, 1985-86, 1986-87, 1988-89, 1995-96, 2013-14, 2015-16, 2017-18, 2021-22, 2022-23 
2023-24

- Coppa Italia: 8 (record condiviso con Virtus Bologna e Pallacanestro Treviso)

1972, 1986, 1987, 1996, 2016, 2017, 2021, 2022
- Supercoppa italiana: 5

2016, 2017, 2018, 2020, 2024

### Competizioni internazionali
- Eurolega: 3

1965-66, 1986-87, 1987-88
- Coppa delle Coppe: 3

1970-71, 1971-72, 1975-76
- Coppa Korać: 2

1984-85, 1992-93
- Coppa Latina: 1

1966
- Coppa Intercontinentale: 1

1987

### Altre competizioni
- Torneo Caorle

2007, 2011
- Torneo Lombardia

2009, 2016, 2022
- International Basketball Tournament - City of Cagliari

2019, 2020, 2023
- Torneo Castelleto Ticino

2009, 2018, 2019
- Trofeo Lovari

2018, 2019
- Torneo Memorial Bottacin

2022, 2023, 2024

### Piazzamenti
- Partecipazioni al McDonald's Open: 2

1987, 1989

### Competizioni giovanili
- Campionato italiano Under 21: 1

2006
- Campionato italiano Under 19: 9

1960, 1962, 1970, 1977, 1978, 1998, 1999, 2024, 2025
- Campionato italiano Under 17: 6

1972, 1975, 1979, 1982, 1988, 2013
- Campionato italiano Under 15: 8

1973, 1978, 1985, 1986, 2011, 2022, 2024, 2025
- Campionato italiano Under 14: 1

2014
- Next Gen Cup: 2

2023-2024, 2024-2025

## Statistiche e record
Il giocatore con più presenze e più punti in maglia biancorossa è Mike D'Antoni: ha vestito la maglia Olimpia per 455 volte in 13 stagioni, segnando 5573 punti. Il secondo miglior marcatore Olimpia è Roberto Premier. Completa il podio dei migliori marcatori Massimo Masini. D'Antoni guida anche la classifica degli assist e delle palle recuperate. Il giocatore che ha preso più rimbalzi è Dino Meneghin, seguito da Vittorio Ferracini e dallo stesso D'Antoni.
Sandro Gamba ha giocato 15 stagioni a Milano. 14 stagioni per Sandro Riminucci, 13 per D'Antoni, Masini e Gianfranco Pieri.
Al 2011, l'allenatore più vincente è Cesare Rubini, con 501 vittorie su 601 partite (media 83,3%) in 26 stagioni. A seguire Dan Peterson: 243 vittorie in 329 gare (73,8%) e Mike D'Antoni con 92 vittorie (su 141 partite, media 65,2%) a pari merito con Filippo Faina.

## Partecipazione ai campionati
| Livello | Categoria           | Partecipazioni | Debutto   | Ultima stagione | Totale |
| 1º      | Divisione Nazionale | 7              | 1931      | 1936-1937       | 91     |
| 1º      | Serie A             | 48             | 1937-1938 | 2024-2025       | 91     |
| 1º      | Serie A1            | 26             | 1974-1975 | 2000-2001       | 91     |
| 1º      | Elette              | 10             | 1955-1956 | 1964-1965       | 91     |
| 2º      | Serie A2            | 1              | 1976-1977 | 1976-1977       | 1      |

- Escluso il caso particolare della stagione 47/48.

## Partecipazione alle coppe europee
| Competizione                              | Partecipazioni | Debutto   | Ultima stagione | Totale |
| Coppa Intercontinentale                   | 4              | 1966-1967 | 1987-1988       | 60     |
| Coppa dei Campioni/Eurolega               | 35             | 1957-1958 | 2024-2025       | 60     |
| Coppa delle Coppe/Eurocoppa/Coppa Saporta | 8              | 1970-1971 | 1999-2000       | 60     |
| Coppa Korać                               | 9              | 1973-1974 | 1995-1996       | 60     |
| ULEB Cup/EuroCup                          | 2              | 2003-2004 | 2015-2016       | 60     |
| Coppa Latina                              | 2              | 1952-1953 | 1966-1967       | 60     |

## Tifoseria

### Storia
La tifoseria milanese si concentra soprattutto in Lombardia, specialmente nell'hinterland della città di Milano, dove sono presenti diversi fans club. Il primo gruppo ultras a nascere nella curva dell'Olimpia Milano sono i Panthers Power 1970 che verranno successivamente accompagnati dai Red Shoes Supporters 1988. Essi formeranno, insieme ad altri gruppi minori, l'asse portante del tifo caldo biancorosso e porteranno in alto il nome della squadra e della città di Milano per l'Italia e per l'Europa fino agli anni 2000 quando si sciolsero rispettivamente il 19 maggio 2006 e il 14 novembre 2008.
Bisogna aspettare la stagione 2009-2010 per rivedere il tifo organizzato in curva con il Club Milano 1936, un gruppo lontano dall'ideologia ultras ma desideroso di prestare supporto alla squadra in casa e in trasferta e colmare il profondo vuoto lasciato dai gruppi precedenti. Il movimento ultras nella curva tornerà nella stagione 2012-2013 con il gruppo Old Clan Milano, il cui striscione durerà poco tempo sulle transenne perché dopo qualche mese si unirà con il gruppo Milano1936 per formare gli Ultras Milano. Nell'estate del 2023 il gruppo comunica l'abbandono dell'ideologia ultras e il conseguente scioglimento, con la formazione di un nuovo gruppo organizzato più moderato chiamato Milano Brothers, tuttora presente nei palazzetti dove gioca l'Olimpia.

### Gemellaggi e rivalità

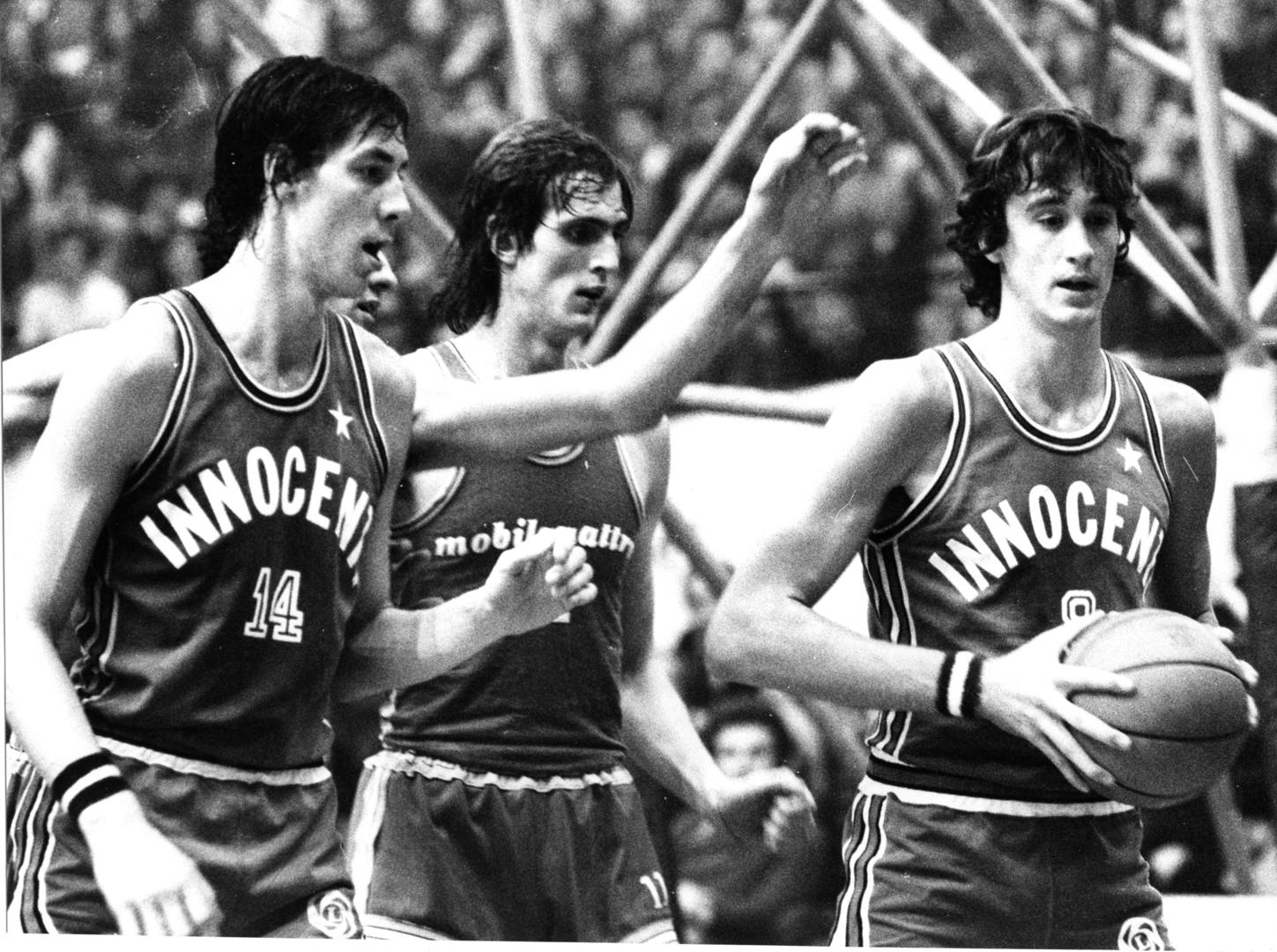
Vittorio Ferracini (a sinistra) e Kim Hughes (a destra) in canotta Innocenti nella stagione 1974-1975, durante un derby contro la Mobilquattro di Chuck Jura (al centro).

La rivalità sportiva più sentita da parte dei tifosi biancorossi è quella verso la squadra di Cantù, società che ha la sede a circa 40 km di distanza dall'Olimpia. Forte è anche la rivalità con la Virtus Bologna, la squadra italiana più titolata dopo l'Olimpia. Negli anni di dominio da parte della Mens Sana Siena (2007-2014) la rivalità con la compagine senese fu notevole, con non poche ruggini tra le due società.
Dalla fine degli anni 1990 e fino al 2005 c'è stato un "gemellaggio ufficioso" con la tifoseria di Varese: questo nonostante la precedente rivalità Simmenthal-Ignis degli anni 1970 avesse assunto toni di grande sfida, che contribuirono a lanciare la popolarità della pallacanestro in Italia.
Prima dello scioglimento dei gruppi ultras, c'erano dei gemellaggi con le tifoserie di Biella e di Rimini.
Per diverso tempo, tra gli anni 1960 e 1970, a Milano ci fu anche una stracittadina ufficiale. La Pallacanestro Milano 1958, colloquialmente conosciuta con il nome del suo più longevo sponsor, All'Onestà, militò per vari anni in Serie A con buoni risultati; nonostante la rivalità non fosse così accesa, dal 1976 al 1978 la Pallacanestro Milano, sponsorizzata prima Mobilquattro e poi Xerox, scavalcò in classifica l'Olimpia grazie alle prodezze di Chuck Jura, lo Sceriffo del Nebraska. Nella sola stagione 1995-1996 ci fu un'altra stracittadina con l'Aresium Milano, che aveva precedentemente sede ad Arese, cittadina della provincia milanese.

## Roster 2025-2026
Aggiornato al 15 luglio 2025
| Pallacanestro Olimpia Milano 2024-2025 | Pallacanestro Olimpia Milano 2024-2025 |
| Giocatori                              | Staff tecnico                          |
| -------------------------------------- | -------------------------------------- |

| N. | Naz.                                            | Ruolo | Nome                | Anno | Alt.   | Peso   |  |
| -- | ----------------------------------------------- | ----- | ------------------- | ---- | ------ | ------ |  |
| 0  | Slovenia (bandiera)                             | AG    | Vlatko Čančar       | 1997 | 203 cm | 103 kg |  |
| 1  | Italia (bandiera) · Stati Uniti (bandiera)      | PG    | Niccolò Mannion     | 2001 | 190 cm | 86 kg  |  |
| 2  | Stati Uniti (bandiera) · Spagna (bandiera)      | P     | Lorenzo Brown       | 1990 | 196 cm | 89 kg  |  |
| 3  | Regno Unito (bandiera) · Italia (bandiera)      | PG    | Quinn Ellis         | 2003 | 196 cm | 90 kg  |  |
| 6  | Stati Uniti (bandiera)                          | C     | Devin Booker        | 1991 | 205 cm | 113 kg |  |
| 7  | Italia (bandiera)                               | G     | Stefano Tonut       | 1993 | 194 cm | 100 kg |  |
| 10 | Argentina (bandiera) · Italia (bandiera)        | PG    | Leandro Bolmaro     | 2000 | 198 cm | 95 kg  |  |
| 12 | Stati Uniti (bandiera)                          | G     | Armoni Brooks       | 1998 | 191 cm | 88 kg  |  |
| 16 | Stati Uniti (bandiera) · Azerbaigian (bandiera) | AG    | Zach LeDay          | 1994 | 202 cm | 102 kg |  |
| 17 | Italia (bandiera)                               | AG    | Giampaolo Ricci (C) | 1991 | 202 cm | 102 kg |  |
| 21 | Italia (bandiera)                               | PG    | Diego Flaccadori    | 1996 | 193 cm | 80 kg  |  |
| 23 | Serbia (bandiera)                               | G     | Marko Guduric       | 1995 | 198 cm | 96 kg  |  |
| 25 | Senegal (bandiera) · Italia (bandiera)          | AC    | Ousmane Diop        | 2000 | 204 cm | 115 kg |  |
| 31 | Stati Uniti (bandiera) · Danimarca (bandiera)   | AP    | Shavon Shields (C)  | 1994 | 201 cm | 97 kg  |  |
| 32 | Stati Uniti (bandiera) · Slovenia (bandiera)    | C     | Josh Nebo           | 1997 | 206 cm | 111 kg |  |
| 42 | Stati Uniti (bandiera) · Armenia (bandiera)     | C     | Bryant Dunston      | 1986 | 203    | 114    |  |

| Allenatore |
| - Ettore Messina |
| Assistente/i |
| - Giuseppe Poeta - Alberto Seravalli - Giuseppe Mangone Legenda - (C) Capitano - (IN) Inattivo - Infortunato Roster |

### Staff tecnico
- Allenatore: Ettore Messina
- Assistente: Giuseppe Poeta
- Assistente: Alberto Serravalli
- Assistente: Giuseppe Mangone
- Responsabile Performance Team: Kostas Chatzichristos

### Staff medico
- Medici: Matteo Acquati, Michele Ronchi
- Fisioterapisti: Alessandro Colombo, Claudio Lomma
- Ortopedico: Andrea Panzeri
- Nutrizionisti: Giulia Baroncini

### Staff dirigenziale
- Presidente CDA: Pantaleo Dell'Orco
- Presidente BPO: Ettore Messina
- General Manager: Christos Stavropoulos
- Direttore sportivo: Daniele Baiesi
- Ufficio Stampa: Claudio Limardi
- Responsabile Marketing: Roberto Bottali
- Scouting: Alberto Rossini
- Team Manager: Filippo Leoni
- Assistente Team Manager: Gianmarco Gaito